# Euploea frauenfeldii
Euploea frauenfeldii är en fjärilsart som beskrevs av Felder 1862. Euploea frauenfeldii ingår i släktet Euploea och familjen praktfjärilar. Inga underarter finns listade i Catalogue of Life.